# تپه مهین ۲
تپه مهین ۲ مربوط به دوره ساسانیان - دوران‌های تاریخی پس از اسلام است و در شهرستان بویین زهرا، روستای مهین واقع شده و این اثر در تاریخ ۳ بهمن ۱۳۷۹ با شمارهٔ ثبت ۳۰۲۵ به‌عنوان یکی از آثار ملی ایران به ثبت رسیده است.